# PL Kyōdan
PL Kyōdan, Perfect Liberty Kyōdan (jap. パーフェクト リバティー教団 Pāfekuto Ribatī Kyōdan) – japoński ruch religijny, którego twórcą był w 1924 roku Tokuharu Miki (1871–1938). 

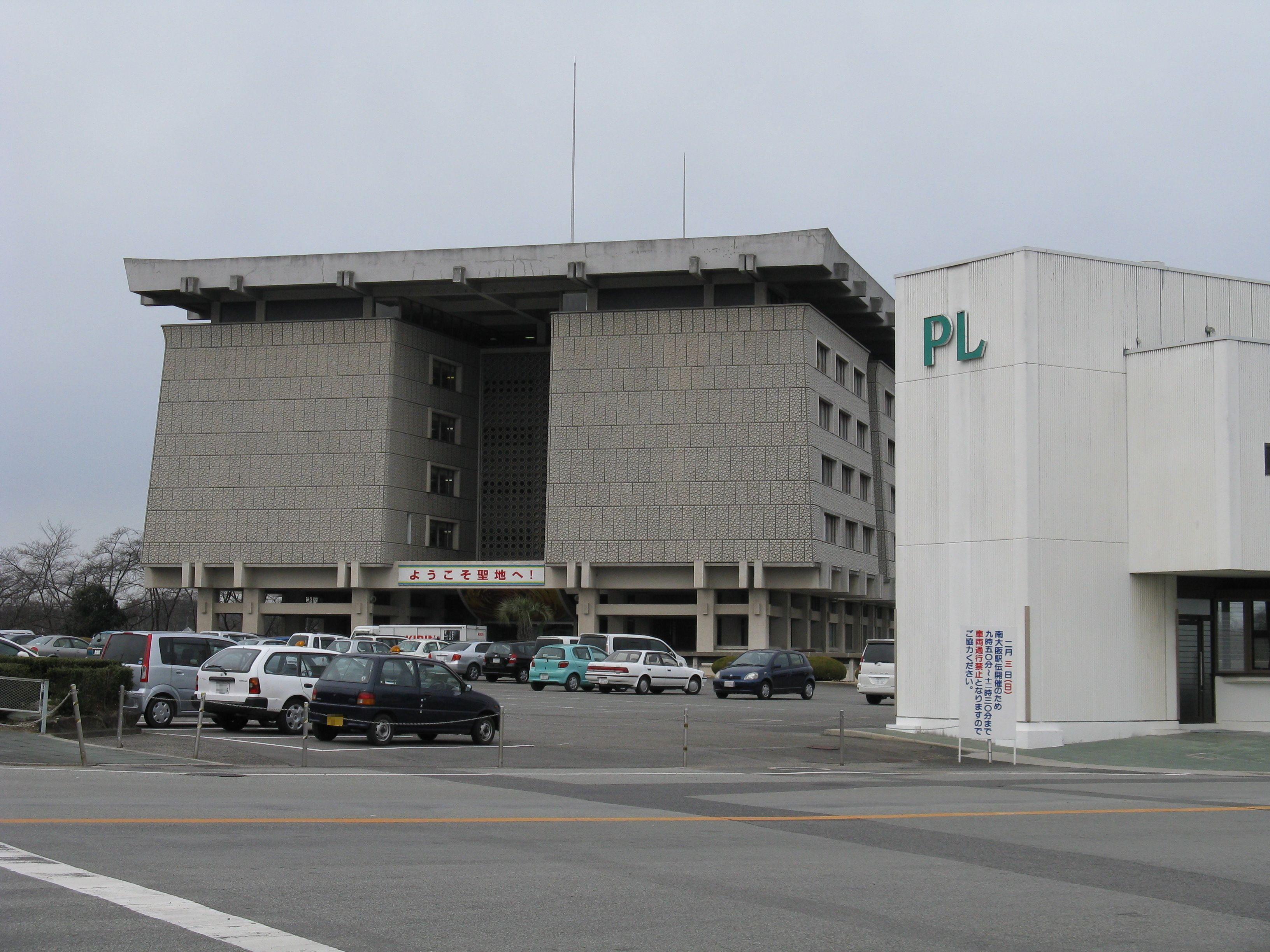
Pierwsze dōjō PL Kyōdan

Doznał on objawień, ukazujących mu boską rolę Buddy i bogini shintō Amaterasu. Wspólnota naucza, że życie jest sztuką wskazującą, jak osiągać pełnię radości. Głosi także powszechny pokój na świecie. Do ruchu należy ponad 1 mln członków. 